# Кістень Григорій Євтихійович
Григорій Євтихійович Кістень (12 жовтня 1928, Паліївка — 23 квітня 1994, Новосілки) — український науковець у галузі електрифікації сільського господарства, педагог. Доктор технічних наук (1984), професор (1986). Дослідник впливу електричних, магнітних, електромагнітних полів та випромінювань на біологічні об'єкти та продукти їх переробки, розробник низки автоматизованих пристроїв та систем.
Протягом 30 років — науковий співробітник Українського науково-дослідного інституту механізації та електрифікації сільського господарства (1956—1986), 24 з яких — завідувач відділу застосування електричної енергії в сільському господарстві. Майже 10 років — завідувач кафедри застосування електричної енергії в сільському господарстві Української сільськогосподарської академії (1986—1994). Автор понад 200 наукових робіт, 20 авторських свідоцтв на винаходи.

## Життєпис
Народився 12 жовтня 1928 року (за іншими даними, 23 або 29 січня 1929 року) у селі Паліївка на Сумщині.
У 1948 році закінчив Шосткинський хіміко-технологічний технікум, у 1956 році — факультет електрифікації сільського господарства Української сільськогосподарської академії. Учень, зокрема, професорів Віктора Кияниці та Бориса Драганова.
Після закінчення академії розпочав роботу в Українському науково-дослідному інституті механізації та електрифікації сільського господарства. З 1962 року очолював відділ застосування електричної енергії в сільському господарстві. Тоді ж закінчив аспірантуру та здобув науковий ступінь кандидата технічних наук, захистивши дисертацію на тему: «Автоматизация управления параллельной работой трансформаторов в экономическом режиме на подстанциях сельскохозяйственного назначения».

Могила Григорія Кістеня, кладовище в Новосілках

У 1984 році здобув науковий ступінь доктора технічних наук, захистивши дисертацію на тему «Системы электрооборудования поточных технологических линий в промышленном птицеводстве». Через два роки затверджений у вченому званні професора. З 1986 року — завідувач кафедри застосування електричної енергії в сільському господарстві Української сільськогосподарської академії.
Мешкав у селі Новосілки під Києвом. Помер у 65-річному віці 23 квітня 1994 року. Похований на кладовищі села Новосілки разом із дружиною (50°21′14.13″ пн. ш. 30°28′1.53″ сх. д. / 50.3539250° пн. ш. 30.4670917° сх. д.).

## Наукова діяльність
Автор понад 200 наукових робіт, 20 авторських свідоцтв на винаходи. Науковий керівник понад 10 кандидатів наук. Серед учнів Григорія Кістеня — професори Микола Корчемний, Леонід Червінський, Олег Берека тощо.
Розробник низки автоматизованих пристроїв і систем, зокрема для автоматичного керування роботою трансформаторів, систем централізованого контролю та автоматичного управління технологічними процесами у птахівництві. У 1980-х роках заснував та очолив наукову школу з електротехнологій у біотехнічних системах, досліджував вплив електричних, магнітних, електромагнітних полів та випромінювань на біологічні об'єкти та продукти їх переробки.

## Науковий доробок (частковий)
- Автоматизация управления параллельной работой трансформаторов в экономическом режиме на подстанциях сельскохозяйственного назначения: диссертация кандидата технических наук: 05.00.00. — Киев, 1962. — 154 с.
- Облік електроенергії в сільськогосподарському виробництві / Г. Є. Кістень. — К.: Урожай, 1970. — 88 с.
- Научные труды УСХА: сборник статей / Министерство сельского хозяйства СССР, Украинская сельскохозяйственная академия. — Киев: УСХА, 1967—1982. Вып. 49: Вопросы электрификации сельского хозяйства, Т. 1. Вип. 69 / редакционная коллегия: Г. Е. Кистень (ответственный редактор) и др. — Киев: б. и., 1972.
- Научные труды УСХА: сборник статей / Министерство сельского хозяйства СССР, Украинская сельскохозяйственная академия. — Киев: УСХА, 1967—1982. Вып. 54: Вопросы электрификации сельского хозяйства, Т. 2. Вип. 54 / редакционная коллегия: Г. Е. Кистень (ответственный редактор) и др. — Киев: б. и., 1972. — 216 с.
- Выбор электродвигателей для привода машин и установок сельскохозяйственного назначения: Метод. пособие / Г. Е. Кистень, А. Ж. Агаманукян; М-во высш. и сред. спец. образования АрмССР. Ереван. политехн. ин-т им. К. Маркса. — Ереван: б. и., 1974. — 100 с.
- Комплексна автоматизація у тваринництві / Г. Є. Кістень, А. Д. Носач. — Київ: Урожай, 1980. — 136 с.
- Системы электрооборудования поточных технологических линий в промышленном птицеводстве: диссертация доктора технических наук: 05.20.02. — Киев, 1984. — 313 с.
- Справочник по механизации и автоматизации в животноводстве и птицеводстве / А. С. Марченко, Г. Е. Кистень, Ю. Н. Лавриненко; ред. А. С. Марченко. — Київ: Урожай, 1990. — 456 с.

### Авторські свідоцтва на винаходи (у співавторстві)
- 1956 — «Устройство для автоматической точной синхронизации электрического генератора с сетью»
- 1959 — «Устройство для управления режимом работы одного из двух трансформаторов на трансформаторной подстанции в зависимости от нагрузки»
- 1962 — «Устройство для управления режимом работы резервного трансформатора подстанции в зависимости от нагрузки на работающих трансформаторах»
- 1969 — «Устройство для выращивания рассады»
- 1972 — «Установка для разделения семян»
- 1975 — «Феррорезонансный стабилизатор напряжения»
- 1979 — «Устройство для импульсного облучения растений в сооружениях защищенного грунта»
- 1982 — «Устройство для облучения растений в сооружениях защищенного грунта»
- 1983 — «Устройство для контроля технологического оборудования»
- 1986 — «Способ измерения тока приемника электроэнергии в момент кратковременной перегрузки и устройство для его осуществления»
- 1986 — «Устройство автоматического управления насосной станцией»
- 1986 — «Стабилизатор-ограничитель напряжения переменного тока»
- 1986 — «Устройство для облучения растений в теплицах»
- 1987 — «Устройство для управления дозатором кормораздатчика»
- 1990 — «Устройство для регулирования светового режима в птичниках»